# كيفن فيتزجيرالد

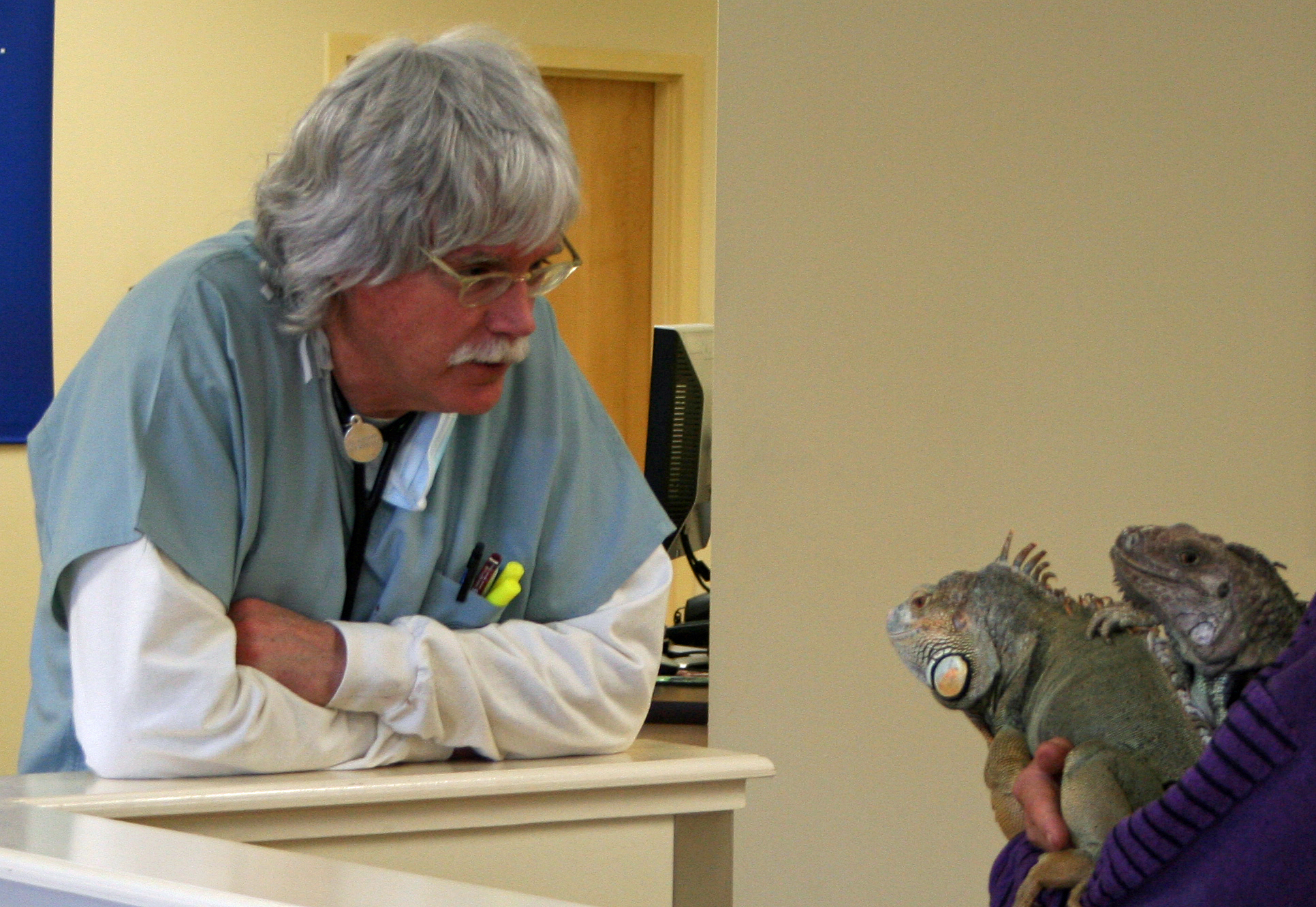
كيفن فيتزجيرالد مع إثنين من مرضاه

كيفن تيريل فيتزجيرالد (بالإنجليزية: Kevin Terrel Fitzgerald)‏ (ولد في 23 سبتمبر 1951) ، وهو طبيب بيطري معتمد يعمل في مستشفى ألاميدا الشرقية البيطري في مسقط رأسه دنفر ، كولورادو وهو معروف من خلال ظهوره في عرض الواقع بيطريوا الإستعجالات على قناة أنيمال بلانت ومؤخراً من خلال بيطريوا الإستعجالات المتدربون. في عام 2001، تم اختياره كواحد من أكثر 50 المؤهلين من قبل مجلة بيبول.